# Lago O'Higgins
Lago O'Higgins är en sjö i Argentina, på gränsen till Chile. Den ligger i den södra delen av landet, 2 000 km sydväst om huvudstaden Buenos Aires. Lago O'Higgins ligger 252 meter över havet. Arealen är 1013 kvadratkilometer. Den sträcker sig 90,7 kilometer i nord-sydlig riktning, och 68,3 kilometer i öst-västlig riktning. Med ett största djup på 836 meter så är det den djupaste sjön i hela Amerika.
Trakten runt Lago O'Higgins består i huvudsak av gräsmarker. Trakten runt Lago O'Higgins är nära nog obefolkad, med mindre än två invånare per kvadratkilometer.